# エヌ・ビー・シー協同組合
エヌ・ビー・シー協同組合（エヌビーシーきょうどうくみあい、通称NBC）は、1993年に設立した東京都品川区東品川に拠点を構える異業種事業協同組合である。外国人技能実習生の受入れ支援、ETCカードの共同利用、燃料、事務用品、消耗品等の共同購買事業などを展開している日本の法人で、2017年からはウェビナー、ブログといったオウンドメディアを中心に、外国人技能実習制度および特定技能に関連する情報配信を行っている。

## 沿革
- 1993年11月 - 北海道札幌市東区に燃料、事務用品等の共同購買事業を主とし設立した。設立当時は組合員数10名であった。
- 2000年1月 - 地区を北海道、福島県、茨城県、栃木県、埼玉県、千葉県、東京都、神奈川県、山梨県、長野県、新潟県、静岡県、愛知県を追加し、従たる事務所を東京都品川区北品川に開設し、高速道路通行料金別納に関する事業を追加。
- 2004年
  - 9月 - 地区に群馬県を追加、外国人研修生（現技能実習生）共同受入れ事業の追加。
  - 12月 - 中国西安市の現地送出機関と提携し、中国からの研修生受入れを開始。
- 2005年
  - 4月 - 千葉県山武郡横芝光町に関東研修センターを開設。
  - 12月 - 地区に青森県、岩手県、宮城県、秋田県、山形県、富山県、石川県、福井県、岐阜県、三重県、滋賀県、大阪府、兵庫県を追加し、組合員たる資格事業の拡大を行った。
- 2006年5月 - 地区を九州、沖縄を除く全国に拡大。
- 2007年4月 - 地区を沖縄県を除く全国に拡大。
- 2010年11月 - ベトナム国ハノイ市の現地送出機関と提携し、ベトナム国からの技能実習生受入れを開始。
- 2013年11月 - インドネシア国ジャカルタ市の現地送出機関と提携し、インドネシア国からの技能実習生受入れを開始。
- 2014年11月 - フィリピン国マニラ市の現地送出機関と提携し、フｨリピン国からの技能実習生受入れを開始。
- 2015年
  - 2月 - 千葉県松戸市に関東研修センター松戸校を開設。
  - 7月 - タイ国バンコクの現地送出機関と提携し、タイ国からの技能実習生受入れを開始。
- 2016年9月 - カンボジア国プノンペン市の現地送出し機関と提携し、カンボジア国からの技能実習生受入れを開始。
- 2017年5月 - 関東研修センターを千葉県茂原市に拡大移転。関東研修センター茂原校を開設
- 2018年12月 - ミャンマー国ヤンゴン市の現地送出し機関と提携し、ベトナム、中国、インドネシア、フィリピン、タイ、ミャンマー、カンボジア、計7か国の技能実習生の受入れが可能となる。
- 2019年
  - 11月 - 組合本部を東京都品川区東品川に移転。
  - 12月 - 特定技能の登録支援機関として登録される
- 2021年
  - 11月 - 関東研修センター松戸校を千葉県柏市に拡大移転。関東研修センター柏校を開設。
  - 12月 - 年度末加入組合員数 2,874口となる。
- 2023年3月 - 地区に沖縄県を追加